# Філідор білогорлий
Філідо́р білогорлий (Syndactyla rufosuperciliata) — вид горобцеподібних птахів родини горнерових (Furnariidae). Мешкає в Південній Америці.

## Підвиди
Виділяють чотири підвиди:

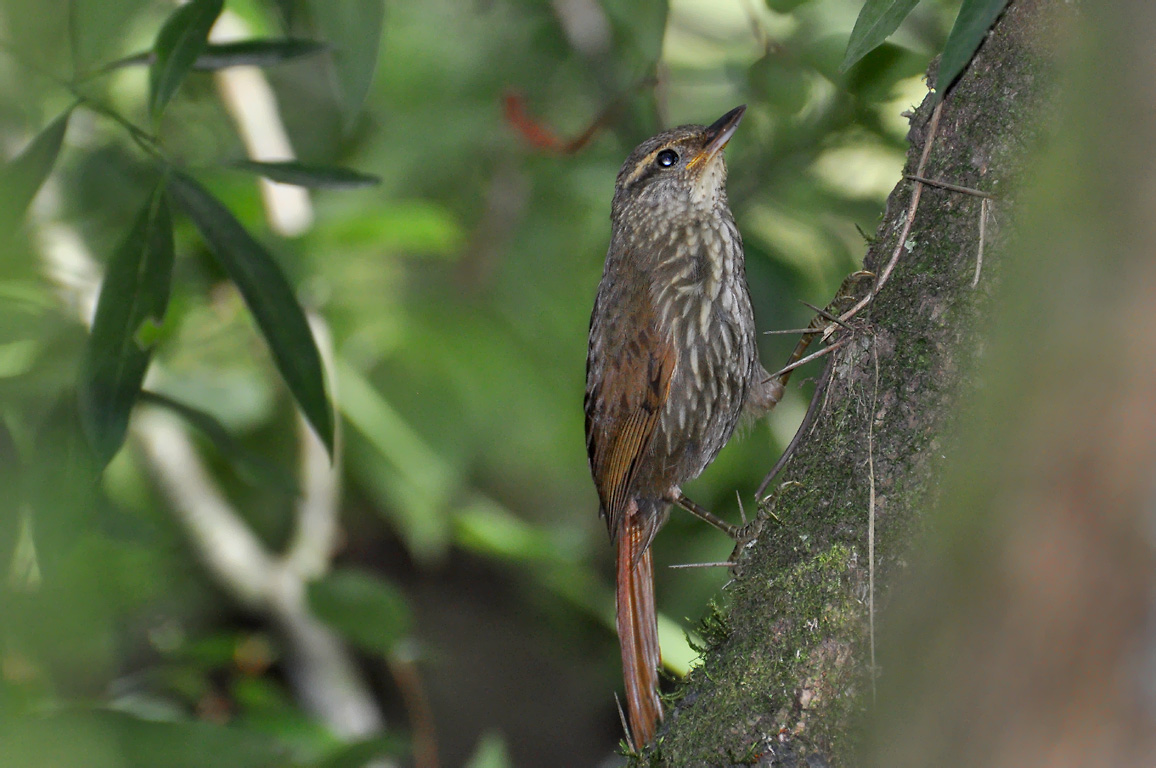
Молодий білогорлий філідор

- S. r. cabanisi (Taczanowski, 1875) — Анди на півдні Еквадору (Кордильєра-дель-Кондор в провінції Самора-Чинчипе), в Перу (П'юра, Кахамарка і на південь від Амазонасу) і на заході Болівії (на південь до Кочабамби);
- S. r. oleaginea (Sclater, PL, 1884) — Анди в Болівії (на південь від західного Санта-Крусу) і північно-західній Аргентини (на південь до Ла-Ріохи);
- S. r. rufosuperciliata (Lafresnaye, 1832) — південно-східна Бразилія (від південного Мінас-Жерайсу і Еспіріту-Санту на південь до Парани);
- S. r. acrita (Oberholser, 1901) — крайній південний схід Бразилії (Санта-Катарина, Ріу-Гранді-ду-Сул), східний Еквадор, північно-східна Аргентина (від Формоси і Місьйонеса на південь до північного сходу Санта-Фе і півночі Буенос-Айреса), Уругвай.

## Поширення і екологія
Білогорлі філідори мешкають в Еквадорі, Перу, Болівії, Аргентині, Парагваї, Уругваї і Бразилії. Вони живуть у вологих гірських тропічних лісах Анд та у вологих рівнинних тропічних лісах і атлантичних лісах. Зустрічаються на висоті від 900 до 2500 м над рівнем моря.